# Conistra buxi
Conistra buxi là một loài bướm đêm trong họ Noctuidae.